# Lee Ki-ho
Lee Ki-ho (Seoul, 17 augustus 1984) is een Zuid-Koreaanse langebaanschaatser.

## Persoonlijk records
| Afstand     | Tijd     | Datum             | Baan    |
| ----------- | -------- | ----------------- | ------- |
| 500 meter   | 34,59    | 16 november 2007  | Calgary |
| 1000 meter  | 1.08,36  | 18 november 2007  | Calgary |
| 1500 meter  | 1.48,89  | 29 september 2007 | Calgary |
| 3000 meter  | 4.08,82  | 27 oktober 2002   | Calgary |
| 5000 meter  | 7.18,07  | 7 oktober 1998    | Calgary |
| 10000 meter | 16.11,55 | 22 februari 2001  | Seoel   |

## Resultaten
| Jaar | WK Sprint | WK Afstanden | Olympische Spelen | Wereldbeker                 |
| ---- | --------- | ------------ | ----------------- | --------------------------- |
| 2008 |           | 13e 1000m    |                   | 16e 100m 10e 500m 16e 1000m |
| 2009 | 15e       | 10e 500m     |                   | 35e 100m 23e 500m 32e 1000m |
| 2010 |           |              | 36e 1000m         |                             |
|      |           |              |                   |                             |
| 2012 | NC27      |              |                   | 32e 500m                    |